# Liste der Baudenkmäler in Thalkirchen
Auf dieser Seite sind die Baudenkmäler im Münchner Stadtteil Thalkirchen im Stadtbezirk 19 Thalkirchen-Obersendling-Forstenried-Fürstenried-Solln aufgelistet. Zu diesen Baudenkmälern gibt es auch eine Bildersammlung und ein Fotoalbum mit ausgewählten Bildern.
Diese Liste ist Teil der Liste der Baudenkmäler in München. Grundlage ist die Bayerische Denkmalliste, die auf Basis des bayerischen Denkmalschutzgesetzes vom 1. Oktober 1973 erstmals erstellt wurde und seither durch das Bayerische Landesamt für Denkmalpflege geführt und aktualisiert wird. Die folgenden Angaben ersetzen nicht die rechtsverbindliche Auskunft der Denkmalschutzbehörde.

## Einzelbaudenkmäler

### A
| Lage                                   | Objekt                | Beschreibung | Akten-Nr.       | Bild           |
| -------------------------------------- | --------------------- | --- | --------------- | -------------- |
| Alfred-Schmidt-Straße 1a (Standort)    | Mietshaus             | Neurenaissance, dreigeschossig, freistehend, bezeichnet 1896, von Heilmann & Littmann; Ecke Münchner Straße.         | D-1-62-000-174  | Mietshaus      |
| Alfred-Schmidt-Straße 29 (Standort)    | Mietshaus             | neubarock, dreigeschossig, am Zwerchgiebel bezeichnet 1902, von Hans Moser                                           | D-1-62-000-175  | Mietshaus      |
| Alfred-Schmidt-Straße 34/36 (Standort) | Teil einer Wohnanlage | 1927 von Oswald E. Bieber und Wilhelm Hollweck; siehe Pognerstraße 19/21/23/25 und Schäftlarnstraße 166a/168/170/172 | D-1-62-000-5449 | weitere Bilder |

### B
| Lage                                | Objekt                  | Beschreibung                                                                   | Akten-Nr.      | Bild           |
| ----------------------------------- | ----------------------- | ------------------------------------------------------------------------------ | -------------- | -------------- |
| Benediktbeuerer Straße 7 (Standort) | Villa                   | schräggestellt, 3. Viertel 19. Jahrhundert; Pendant zu Nr. 8                   | D-1-62-000-698 | weitere Bilder |
| Benediktbeuerer Straße 8 (Standort) | Villa                   | schräggestellt, 3. Viertel 19. Jahrhundert; Pendant zu Nr. 7                   | D-1-62-000-699 | weitere Bilder |
| Boschetsrieder Straße 4 (Standort)  | Mietshaus               | barockisierend, dreigeschossig, 1909 von Anton Bader                           | D-1-62-000-925 | Mietshaus      |
| Boschetsrieder Straße 11 (Standort) | Mietshaus               | barockisierender Jugendstil-Eckbau mit reichem Stuckdekor, 1905 von Karl Fendt | D-1-62-000-926 | weitere Bilder |
| Boschetsrieder Straße 12 (Standort) | Villa                   | Landhausstil, 1898 von Heilmann & Littmann.                                    | D-1-62-000-927 | weitere Bilder |
| Boschetsrieder Straße 14 (Standort) | Villa                   | Neurenaissance, mit Eckerker und Türmchen, 1900 von Josef Braunschmid.         | D-1-62-000-928 | weitere Bilder |
| Boschetsrieder Straße 16 (Standort) | Mietshaus               | historisierend, 1911/12 von Ganzenmüller und Schmidt                           | D-1-62-000-929 | Mietshaus      |
| Boschetsrieder Straße 26 (Standort) | Mietshaus               | später Jugendstil, 1912 von Peter Schneider                                    | D-1-62-000-930 | Mietshaus      |
| Boschetsrieder Straße 28 (Standort) | Mietshaus               | neubarock, mit Stuckdekor, 1912/13 von Carl Evora, Fassadentektur von Carl Zeh | D-1-62-000-931 | Mietshaus      |
| Boschetsrieder Straße 33 (Standort) | Feuerhaus               | malerischer Bau, um 1903/04, vergleiche Nr. 35                                 | D-1-62-000-932 | weitere Bilder |
| Boschetsrieder Straße 35 (Standort) | Volksschule mit Uhrturm | historisierend, 1903/04 von Robert Rehlen                                      | D-1-62-000-933 | weitere Bilder |

### E
| Lage                           | Objekt                                   | Beschreibung | Akten-Nr.       | Bild           |
| ------------------------------ | ---------------------------------------- | --- | --------------- | -------------- |
| Emil-Geis-Straße 8 (Standort)  | Mietshaus                                | später Jugendstil, mit Breiterker und geschweiftem Zwerchgiebel, 1909 von Heinrich Hermann                      | D-1-62-000-1522 | weitere Bilder |
| Emil-Geis-Straße 10 (Standort) | Mietshaus                                | deutsche Renaissance, mit Jugendstil-Stuckdekor, 1898 von Hans Thaler                                           | D-1-62-000-1523 | weitere Bilder |
| Emil-Geis-Straße 32 (Standort) | Mietshaus                                | neubarock, mit Turmerker an der Ecke und Stuckdekor, 1901 von Josef Braunschmid                                 | D-1-62-000-1524 | weitere Bilder |
| Emil-Geis-Straße 39 (Standort) | Ehemalige Kleiderfabrik Gebrüder Schmidt | Übergang vom Jugendstil zur Moderne, mit halbrunder, figurenbekrönter Pfeilervorhalle, 1911/12 von Eduard Thon. | D-1-62-000-1525 | weitere Bilder |

### F
| Lage                          | Objekt                                                        | Beschreibung | Akten-Nr.       | Bild           |
| ----------------------------- | ------------------------------------------------------------- | --- | --------------- | -------------- |
| Fraunbergplatz 1 (Standort)   | Katholische Pfarr- und Wallfahrtskirche St. Maria Thalkirchen | im Kern um 1400 mit romanischen Resten, 1692 umgebaut, 1907/08 von Gabriel von Seidl neubarock erweitert; mit Ausstattung; ringsum der ehemalige Friedhof mit alter Mauer und alten Schmiedeeisenkreuzen | D-1-62-000-1832 | weitere Bilder |
| Fraunbergplatz 5 (Standort)   | Katholisches Pfarrhaus                                        | 1926/27 von Ludwig von Weckbecker | D-1-62-000-1834 | weitere Bilder |
| Fraunbergplatz 6/7 (Standort) | Ehemaliges Bauernhaus                                         | mit Schopfwalm, wohl um 1800 | D-1-62-000-1836 | weitere Bilder |

### G
| Lage                               | Objekt | Beschreibung                                  | Akten-Nr.       | Bild           |
| ---------------------------------- | ------ | --------------------------------------------- | --------------- | -------------- |
| Großhesseloher Straße 8 (Standort) | Villa  | Neo-Empire, 1906 von Paul Wenz und Otto Baur. | D-1-62-000-2287 | weitere Bilder |

### H
| Lage                            | Objekt                         | Beschreibung | Akten-Nr.       | Bild           |
| ------------------------------- | ------------------------------ | --- | --------------- | -------------- |
| Heilmannstraße 4 (Standort)     | Villa                          | Landhausstil, 1904 von Gustav Schellenberger, 1907 von Adolf Voll erweitert.                                                                                          | D-1-62-000-2456 | Villa          |
| Heilmannstraße 5 (Standort)     | Villa                          | barockisierender Jugendstil, 1908 von Theodor Lohmann; mit Garten, Gartenmauer und Aussichtstempel                                                                    | D-1-62-000-2457 | weitere Bilder |
| Heilmannstraße 11c (Standort)   | Villa Linde                    | Landhausstil, 1897 nach Plänen von Franz Kreuter für Carl von Linde erbaut; zurückgesetzt in großem Park.                                                             | D-1-62-000-2461 | Villa Linde    |
| Heilmannstraße 15/17 (Standort) | Villa                          | Ehemaliges Kutscherwohnhaus der Villa Linde, Landhausstil, 1897 von Franz Kreuter.                                                                                    | D-1-62-000-2460 | weitere Bilder |
| Heilmannstraße 19 (Standort)    | Villa                          | Landhausstil, ehemaliges Nebengebäude der Villa Linde, 1897 von Franz Kreuter.                                                                                        | D-1-62-000-2462 | Villa          |
| Heilmannstraße 21 (Standort)    | Villa Braun                    | italianisierend, 1899 von Franz Rank nach einem Entwurf von August Drumm, 1905 ebenfalls von Franz Rank erweitert; vasenbekrönte Torpfeiler, 1904 von Max Ostenrieder | D-1-62-000-2463 | Villa Braun    |
| Heilmannstraße 25 (Standort)    | Villa Oberhummer               | englischer Landhausstil, 1901 von Gustav Schellenberger, 1910 von Heilmann & Littmann erweitert; Nebengebäude; Gartenmauer; jetzt Bestandteil einer Wohnanlage        | D-1-62-000-2464 | weitere Bilder |
| Heilmannstraße 27 (Standort)    | Villa                          | historisierend, 1901–02 von Heilmann & Littmann, Umbau eines vorher bestehenden Gartenrestaurants Prinz-Ludwigshöhe; Pergola, Vorgartenmauer                          | D-1-62-000-2465 | weitere Bilder |
| Heilmannstraße 29 (Standort)    | Villa Littmann                 | Landhausstil, 1901 von Max Littmann für sich selbst, 1910 umgebaut und erweitert; Mauer und neuromanisches Torhaus, 1913 von Ino A. Campbell.                         | D-1-62-000-2466 | weitere Bilder |
| Heilmannstraße 31 (Standort)    | Villa Scheibe                  | Landhausstil, Holzschnitzereien, um 1899 von Gustav Rühl | D-1-62-000-2467 | weitere Bilder |
| Heilmannstraße 33 (Standort)    | Villa Borscht                  | Fachwerkstil, 1899 von Max Littmann für Bürgermeister Wilhelm von Borscht, Treppenanbau 1902 von Max Ostenrieder; Vorgartenmauer, Gartenpavillon.                     | D-1-62-000-2468 | weitere Bilder |
| Heilmannstraße 43 (Standort)    | Villa                          | barockisierend, 1924 von Heilmann & Littmann | D-1-62-000-2469 | weitere Bilder |
| Heilmannstraße 45 (Standort)    | Villa                          | barockisierend, 1924, von der Bauabteilung der Darmstädter und Nationalbank (Architekt Bollert)                                                                       | D-1-62-000-2470 | weitere Bilder |
| Heilmannstraße 47 (Standort)    | Villa                          | barockisierend, 1921 von Ernst Haiger | D-1-62-000-2471 | weitere Bilder |
| Hinterbrühl (Standort)          | Flößerdenkmal                  | Bronzefigur, 1939 von Fritz Koelle | D-1-62-000-2658 | weitere Bilder |
| Hinterbrühl 1 (Standort)        | Ehemaliges Schleusenwärterhaus | Landhausstil, 1899; am Hinterbrühler See | D-1-62-000-2656 | weitere Bilder |
| Hinterbrühl 2 (Standort)        | Gaststätte Hinterbrühl         | langgestreckter Bau, Landhausstil, um 1900; mit Bierterrasse und Holzpavillon, Laufbrunnen bezeichnet 1904; Nebengebäude                                              | D-1-62-000-2657 | weitere Bilder |
| Hoeckhstraße 44 (Standort)      | Vorstadthaus                   | in Hanglage, 3. Viertel 19. Jahrhundert | D-1-62-000-2713 | weitere Bilder |

### I
| Lage                                  | Objekt                                  | Beschreibung | Akten-Nr.       | Bild           |
| ------------------------------------- | --------------------------------------- | --- | --------------- | -------------- |
| Idastraße 18 (Standort)               | Villa                                   | Landhausstil, Holzwerk, 1897 von Jakob Heilmann. | D-1-62-000-2881 | weitere Bilder |
| Irschenhauser Straße 5 (Standort)     | Landhaus                                | Fachwerkstil, um 1900 | D-1-62-000-2953 | weitere Bilder |
| Irschenhauser Straße 22 (Standort)    | Mietshaus                               | Neurenaissance, 1901 von Julius Volk. | D-1-62-000-2954 | Mietshaus      |
| Isarwinkel 4/8/10/12/14/16 (Standort) | Ehemaliges Betriebswerk der Isartalbahn | als Teil des Bahnhofs Thalkirchen ab 1890 durch die Lokalbahn AG München errichtete Wartungs- und Deponieranlage mit Kraftzentrale; Bautengruppe in Sichtziegelbauweise im Stil der Industriearchitektur des späten 19. Jahrhunderts | D-1-62-000-4220 | weitere Bilder |

### J
| Lage                                    | Objekt                        | Beschreibung                                    | Akten-Nr.       | Bild           |
| --------------------------------------- | ----------------------------- | ----------------------------------------------- | --------------- | -------------- |
| Josephinenstraße 4/6/8/10/12 (Standort) | Symmetrische Reihenhausgruppe | historisierend, 1910/11 von Heilmann & Littmann | D-1-62-000-3114 | weitere Bilder |
| Josephinenstraße 11 (Standort)          | Villa                         | barockisierend, 1913 von Heinrich Bergtholdt    | D-1-62-000-3115 | weitere Bilder |
| Josephinenstraße 17/19 (Standort)       | Doppelhaus                    | historisierend, 1904/05 von Heinrich Hilgert    | D-1-62-000-3117 | weitere Bilder |
| Josephinenstraße 18b (Standort)         | Villa                         | historisierend, 1927 von Heilmann & Littmann    | D-1-62-000-3118 | weitere Bilder |
| Josephinenstraße 21/23 (Standort)       | Doppelhaus                    | historisierend, 1904/05 von Heinrich Hilgert    | D-1-62-000-3120 | weitere Bilder |

### K
| Lage                    | Objekt    | Beschreibung                                            | Akten-Nr.       | Bild           |
| ----------------------- | --------- | ------------------------------------------------------- | --------------- | -------------- |
| Kreppeberg 2 (Standort) | Kleinhaus | mit Blechdach und hohen Gauben, im Kern 18. Jahrhundert | D-1-62-000-3635 | weitere Bilder |

### L
| Lage                                 | Objekt           | Beschreibung                                             | Akten-Nr.       | Bild             |
| ------------------------------------ | ---------------- | -------------------------------------------------------- | --------------- | ---------------- |
| Ludwigshöher Straße 12 (Standort)    | Villa            | Landhausstil, Fachwerk, 1899–1900 von Martin Dülfer.     | D-1-62-000-4081 | weitere Bilder   |
| Ludwigshöher Straße 19 (Standort)    | Fachwerklandhaus | 1902 von Gustav Schellenberger                           | D-1-62-000-4082 | Fachwerklandhaus |
| Ludwigshöher Straße 25 (Standort)    | Einfamilienhaus  | Landhausstil, 1899                                       | D-1-62-000-4083 | weitere Bilder   |
| Ludwigshöher Straße 27/29 (Standort) | Doppelhaus       | Fachwerkstil, 1899; vom Typus wie Nr. 33/35.             | D-1-62-000-4084 | weitere Bilder   |
| Ludwigshöher Straße 31 (Standort)    | Einfamilienhaus  | Landhausstil, 1899; gleicht Nr. 37.                      | D-1-62-000-4085 | weitere Bilder   |
| Ludwigshöher Straße 33/35 (Standort) | Doppelhaus       | Landhausstil, 1899; vom Typus wie Nr. 27/29.             | D-1-62-000-4086 | weitere Bilder   |
| Ludwigshöher Straße 39 (Standort)    | Doppelhaushälfte | Fachwerkstil, 1899                                       | D-1-62-000-4088 | weitere Bilder   |
| Ludwigshöher Straße 41 (Standort)    | Villa            | historisierend, 1910 von Stadler und Necker (Gräfelfing) | D-1-62-000-4089 | weitere Bilder   |
| Ludwigshöher Straße 43 (Standort)    | Landhaus         | 1905 von Karl Klinger                                    | D-1-62-000-4090 | weitere Bilder   |

### M
| Lage                                               | Objekt                                                                | Beschreibung | Akten-Nr.        | Bild           |
| -------------------------------------------------- | --------------------------------------------------------------------- | --- | ---------------- | -------------- |
| Maria-Einsiedel-Straße 14 (Standort)               | Wohnhaus                                                              | in Eck- und Hanglage, Neurenaissance, mit Stuckdekor, bezeichnet 1899, von Charles Hennek | D-1-62-000-4221  | Wohnhaus       |
| Maria-Einsiedel-Straße 42 (Standort)               | Villa                                                                 | neubarock, mit Stuckdekor, 1899 von Heilmann & Littmann als Um- und Erweiterungsbau für Eleonore Freifrau von Riedheim; in Nachbarschaft des Asam-Schlössls | D-1-62-000-4222  | weitere Bilder |
| Maria-Einsiedel-Straße 45 (Standort)               | Asam-Schlössl                                                         | mit reicher Fassadenmalerei, 1729–39 in Besitz des Malers Cosmas Damian Asam | D-1-62-000-4223  | weitere Bilder |
| Münchner Straße 17 (Standort)                      | Landhaus                                                              | Neurenaissance, 1892/93 über älterem Kern. | D-1-62-000-4660  | weitere Bilder |
| Münchner Straße 14/16/16a/16b/16c/22/26 (Standort) | Villa, ehemaliges Anwesen des Ingenieurs und Erfinders Hugo Helberger | zweigeschossiger Satteldachbau mit Kniestock und Zwerchgiebel, wohl Mitte 19. Jahrhundert, 1901 offene Veranda und Balkon angebaut, 1905 erweitert und aufgestockt, beides von Max Langheinrich, nochmals erweitert und umgebaut 1914 von Carl Jäger; ehemaliges Laboratoriumsgebäude, eingeschossiger Fachwerkbau mit Mansardpultdach, von Max Langheinrich, 1905; mit Pfeiler-Einfriedung, 1905 Laboratoriumsgebäude ehemals separat unter der Nummer D-1-62-000-4661 aufgeführt | D-1-62-000-11068 | weitere Bilder |
| Münchner Straße 28 (Standort)                      | Ehemalige Schule                                                      | erbaut 1845/46, von 1902 bis 1927 Pfarrhaus | D-1-62-000-4663  | weitere Bilder |

### P
| Lage                                | Objekt           | Beschreibung | Akten-Nr.       | Bild           |
| ----------------------------------- | ---------------- | --- | --------------- | -------------- |
| Paulastraße 7 (Standort)            | Villa            | Landhausstil, um 1895–1900 | D-1-62-000-5157 | weitere Bilder |
| Plinganserstraße 132 (Standort)     | Mietshaus        | historisierend, 1913 von Georg Dangl | D-1-62-000-5428 | Mietshaus      |
| Plinganserstraße 140 (Standort)     | Mietshaus        | Neurenaissance, 1897 von Georg Schneider. | D-1-62-000-5429 | Mietshaus      |
| Plinganserstraße 142 (Standort)     | Villa            | neuklassizistisch, 1926 von Richard Steidle | D-1-62-000-5430 | weitere Bilder |
| Pognerstraße 1/3/5 (Standort)       | Wohnanlage       | historisierend, mit gestaffelter Fassade und Mansarddach, 1912 von Hans Hartl und Johann Baptist Schmidbauer                                      | D-1-62-000-5448 | weitere Bilder |
| Pognerstraße 19/21/23/25 (Standort) | Mietshausanlage  | 1927 von Oswald E. Bieber und Wilhelm Hollweck; mit Alfred-Schmid-Straße 34/36 und Schäftlarnstraße 166a/168/170/172                              | D-1-62-000-5449 | weitere Bilder |
| Pössenbacherstraße 2 (Standort)     | Villa            | neubarock, mit Säulenterrasse, 1897 von Josef Kalb                                                                                                | D-1-62-000-5432 | Villa          |
| Pössenbacherstraße 2b (Standort)    | Malerische Villa | zwei- und dreigeschossiger Mansardwalmdachbau mit Anbauten, Zwerchhaus, Erkern und Schweifgiebel, Putzfassade im Reformstil, von Josef Kalb, 1897 | D-1-62-000-5433 | weitere Bilder |
| Pössenbacherstraße 4 (Standort)     | Stattliche Villa | Jugendstilklassizismus, 1900 von Gustav Schellenberger.                                                                                           | D-1-62-000-5434 | weitere Bilder |
| Pössenbacherstraße 5 (Standort)     | Villa            | historisierend, 1905 von Max Langheinrich | D-1-62-000-5435 | weitere Bilder |
| Pössenbacherstraße 7 (Standort)     | Villa            | barockisierender Jugendstil, 1908/09 von Richard Kauffmann                                                                                        | D-1-62-000-5436 | weitere Bilder |
| Pössenbacherstraße 8 (Standort)     | Villa            | Landhausstil, 1895 von Gustav Schellenberger, 1900 durch die Gebrüder Rank umgebaut.                                                              | D-1-62-000-5437 | weitere Bilder |
| Pössenbacherstraße 9 (Standort)     | Villa            | 1902/03 von Gustav Schellenberger, 1905 durch Heinrich Hilgert barockisierend umgestaltet.                                                        | D-1-62-000-5438 | weitere Bilder |
| Pössenbacherstraße 11 (Standort)    | Villa            | in Hanglage, Fachwerk, 1899, Umbau und Anbau nach Westen 1909 von Heilmann & Littmann                                                             | D-1-62-000-5439 | weitere Bilder |
| Pössenbacherstraße 21 (Standort)    | Villa            | neubarock, mit Belvedere, 1906/07 von Max Ostenrieder; mit Pergolatürmchen, Remise und Gittertor an der Paulastraße                               | D-1-62-000-5440 | weitere Bilder |

### R
| Lage                              | Objekt                            | Beschreibung | Akten-Nr.       | Bild           |
| --------------------------------- | --------------------------------- | --- | --------------- | -------------- |
| Rupert-Mayer-Straße 45 (Standort) | Teile der ehemaligen Linhof-Werke | Hauptverwaltungsgebäude, ursprünglich zweigeschossiger verputzter Walmdachbau mit Eingangsterrasse an der Stirnseite, 1941, Umbau des Eingangs mit Errichtung eines verglasten Empfangsraumes, von Ferdinand Sieger und R. Siegerstetter, 1957, Realisierung einer bereits 1957 angedachten Aufstockung zu einem viergeschossigen verputzter Massivbau mit weitem Traufüberstand und flachgeneigtem Walmdach, von Max Ott, 1963; Kasinogebäude, Pultdachbau mit Speisesaal und großflächig verglaster Rasterfassade zur Straße über hohem durchfenstertem Sockelgeschoss und mit Verbindungsbrücke zum Verwaltungsbau, von Ferdinand Sieger und R. Siegerstetter, 1957; Leuchtschriften Linhof und Technika, 1957. | D-1-62-000-8713 | weitere Bilder |

### S
| Lage                                         | Objekt                     | Beschreibung                                                                                                   | Akten-Nr.       | Bild           |
| -------------------------------------------- | -------------------------- | --- | --------------- | -------------- |
| Schäftlarnstraße 156 (Standort)              | Mietshaus                  | in Ecklage, Neurenaissance, 1898/99 von Josef Heilmeyer                                                        | D-1-62-000-6122 | weitere Bilder |
| Schäftlarnstraße 158 (Standort)              | Mietshaus                  | Neurenaissance, mit Erker, 1895/96 von Wolfgang Schreiner.                                                     | D-1-62-000-6123 | weitere Bilder |
| Schäftlarnstraße 166a/168/170/172 (Standort) | Teil einer Mietshausanlage | 1927 von Oswald E. Bieber und Wilhelm Hollweck; siehe Pognerstraße 19/21/23/25 und Alfred-Schmidt-Straße 34/36 | D-1-62-000-5449 | weitere Bilder |

### T
| Lage                        | Objekt                                                                                          | Beschreibung | Akten-Nr.       | Bild                                                                                            |
| --------------------------- | ----------------------------------------------------------------------------------------------- | --- | --------------- | ----------------------------------------------------------------------------------------------- |
| Tölzer Straße 5a (Standort) | Produktionshalle der ehemaligen Fabrik für Präzisionsmechanik und Maschinenbau Friedrich Deckel | 1958–60 von dem Architekten Walter Henn als zweigeschossiger Flachbau innerhalb des Werksgeländes errichtet; Hallenkomplex in der Größe von 72 auf 82 Meter; über dem Erdgeschoss (Materiallager mit Werkstätten) die stützenfreie, 60 Meter weit gespannte Produktionshalle mit dem leicht gewölbten Sheddach in Stahlfachwerkkonstruktion; vorgehängte Fassade aus eloxiertem Leichtmetall. | D-1-62-000-7939 | Produktionshalle der ehemaligen Fabrik für Präzisionsmechanik und Maschinenbau Friedrich Deckel |

### W
| Lage                                       | Objekt                   | Beschreibung | Akten-Nr.       | Bild           |
| ------------------------------------------ | ------------------------ | --- | --------------- | -------------- |
| Wolfratshauser Straße 26 (Standort)        | Mietshaus                | freistehender Bau in reichen Neubarockformen, 1912/13 von Hans Woock                                                                              | D-1-62-000-7678 | Mietshaus      |
| Wolfratshauser Straße 27 (Standort)        | Villa                    | am Isarhang, neugotisch, 1846/47 | D-1-62-000-7679 | weitere Bilder |
| Wolfratshauser Straße 42 (Standort)        | Villa                    | neubarock, mit Belvedere, 1899 von Otto Dix | D-1-62-000-7680 | weitere Bilder |
| Wolfratshauser Straße 50 (Standort)        | Villa                    | neuklassizistisch, 1911 von Otho Orlando Kurz und Eduard Herbert                                                                                  | D-1-62-000-7681 | weitere Bilder |
| Wolfratshauser Straße 61 (Standort)        | Villa                    | Landhausstil, um 1870/80, 1902/03 von Liebergesell und Lehmann umgebaut, mit Lüftlmalerei. Nebengebäude 1922 durch die Gebrüder Rank aufgestockt. | D-1-62-000-7682 | weitere Bilder |
| Wolfratshauser Straße 80 (Standort)        | Villa                    | Jugendstil, 1902 von Gebrüder Rank. | D-1-62-000-7683 | Villa          |
| Wolfratshauser Straße 91/99/107 (Standort) | Krankenhaus Martha Maria | Altbau barockisierender Gruppenbau, mit zwei rückwärtigen Nebengebäuden und Fachwerklandhaus an der Straße, 1892/1913.                            | D-1-62-000-7684 | weitere Bilder |
| Wolfratshauser Straße 139 (Standort)       | Ehemaliges Zollhaus      | malerischer, erdgeschossiger Bau in deutscher Renaissance, bezeichnet 1900, von Hans Grässel                                                      | D-1-62-000-7685 | weitere Bilder |

### Z
| Lage                            | Objekt                                   | Beschreibung | Akten-Nr.       | Bild           |
| ------------------------------- | ---------------------------------------- | --- | --------------- | -------------- |
| Zennerstraße 3 (Standort)       | Mietshaus                                | Neurenaissance, am Zwerchgiebel bezeichnet 1903, von Conradin Koch. | D-1-62-000-7730 | weitere Bilder |
| Zennerstraße 6 (Standort)       | Mietshaus                                | neubarock, mit Zwerchgiebel über der risalitartig vorgezogenen Mittelachse, 1901 von Wilhelm Schmid, 1949 aufgestockt und Fassade zum Teil vereinfacht | D-1-62-000-7731 | weitere Bilder |
| Zentralländstraße 30 (Standort) | Gaststätte Zentrallände                  | Neurenaissance-Villa mit zwei polygonalen Ecktürmen, um 1870/75. | D-1-62-000-7739 | weitere Bilder |
| Zentralländstraße 35 (Standort) | Schleusenwärterhaus                      | Ehemaliges Schleusenwärterhaus, kleiner, eingeschossiger Satteldachbau mit schlichter Putzgliederung, Satteldachgauben und Eingangsbaldachin, im barockisierenden Heimatstil, wohl von August Blößner, 1906–08. | D-1-62-000-8542 | weitere Bilder |
| Zentralländstraße 41 (Standort) | Wasserkraftwerk 1 der Stadtwerke München | Vormals Südwerk bzw. Isarwerk I, 1906–08 als erstes städtisches Elektrizitätswerk nach Entwurf von August Blößner in Form eines stattlichen Walmdachbaus errichtet; quer zum Isarkanal gelegenes Krafthaus mit Wasserkammer, Einlaufschleuse, Schützen und Leerschußkammern, Stahlbetonbau, verputzt, mit hohem Walmdach, erdgeschossiger Oberstromfassade (Südseite) und zweigeschossiger Unterstromfassade, symmetrisch gegliedert, an den Ecken abgerundet, mit zwei großen Rundbogenfenstern in der Mittelachse für die Schaltwarte, Erker an der Ostseite, mit Ausstattung (u. a. Schaltwarte, Laufkran; drei Francis-Doppelzwillingsturbinen, drei Schenkelpol-Synchron-Generatoren); ältestes noch arbeitendes Kraftwerk an der Isar im Stadtgebiet. | D-1-62-000-7820 | weitere Bilder |

## Ehemalige Baudenkmäler
In diesem Abschnitt sind Objekte aufgeführt, die früher einmal in der Denkmalliste eingetragen waren, jetzt aber nicht mehr. Objekte, die in anderem Zusammenhang – also z. B. als Teil eines Baudenkmals – weiter eingetragen sind, sollen hier nicht aufgeführt werden. Aktennummern in diesem Abschnitt sind ehemalige, jetzt nicht mehr gültige Aktennummern. 

| Lage                                | Objekt                 | Beschreibung | Akten-Nr.       | Bild                   |
| ----------------------------------- | ---------------------- | --- | --------------- | ---------------------- |
| Ortsmitte (Standort)                | Ensemble Thalkirchen   | Historischer Ortskern des Dorfs Thalkirchen, das sich im Wesentlichen auf einige Gebäude beiderseits der Fraunbergstraße beschränkte. 2011 aus der Denkmalliste gestrichen, da der Zusammenhang des ehemaligen Ortskerns um die Pfarr- und Wallfahrtskirche Maria Thalkirchen nicht mehr vorhanden ist und innerhalb des Ensembles in den 1950er und 1960er Jahren Neubauten errichtet wurden, die mit ihrer Dreigeschossigkeit für den Dorfkern unmaßstäblich sind. |                 | BW                     |
| Fraunbergstraße 24 (Standort)       | Ehemaliges Bauernhaus  | 19. Jahrhundert; 2009 wegen Überformung aus der Denkmalliste gestrichen | D-1-62-000-1837 | Ehemaliges Bauernhaus  |
| Heilmannstraße 7 (Standort)         | Villa Blank            | 1914 von Richard Riemerschmidt |                 | BW                     |
| Ludwigshöher Straße 37 (Standort)   | Einfamilienhaus        | Landhausstil, 1899; gleicht Nr. 31. |                 | Einfamilienhaus        |
| Maria-Einsiedel-Straße 2 (Standort) | Nachkriegsbau von 1956 | 2000 wegen Überformung aus der Denkmalliste gestrichen |                 | Nachkriegsbau von 1956 |

## Erläuterungen
1. 1 2 3 4 5 6 7 8 9 10 11 12 13 14  Das Baudenkmal wurde vor dem Rand des alten Ortskern von Obersendling errichtet (westlich der Isarhochufer-Hangkante).
2. ↑  Das Baudenkmal wurden am Rand des alten Ortskern von Obersendling errichtet.
3. 1 2 3 4 5  Das Baudenkmal wurden im alten Ortskern von Obersendling errichtet.